# Nerkin Shorzha
Nerkin Shorzha (in armeno Ներքին Շորժա?) è un comune dell'Armenia di 121 abitanti (2009) della provincia di Gegharkunik.